# Soldier (álbum)
Soldier é um álbum de Iggy Pop gravado no Rockfield Studios no País de Gales em 1980, conta com participações de David Bowie, Simple Minds e Glen Matlock (ex-Sex Pistols).
James Williamson que já havia trabalhado anteriormente com Iggy foi escalado para a produção do disco. Devido a conflitos entre Williamson e David Bowie (que estava assistindo às gravações como amigo de Iggy) sobre técnicas de gravação, Williamson acabou deixando o projeto.
Houve discussões sobre a falta de guitarra na mixagem final, que foi criticada por Glen Matlock. Glen disse que o volume da guitarra solo foi abaixado após David Bowie levar um soco de Steve New por ter batido em sua namorada.
David Fricke da revista Rolling Stone criticou o disco positivamente, chamando a atenção para o sucesso do temperamento autodestrutivo de Iggy Pop. Fricke escreveu: "Soldier, como todos os seus álbuns, é uma luta dura em uma guerra que Iggy Pop está determinado a vencer".
O álbum chegou somente ao número 125 nas paradas da Billboard.

## Faixas
Todas as faixas foram compostas por Iggy Pop, exceto onde indicado.
1. "Loco Mosquito" - 3:13
2. "Ambition" (Glen Matlock) - 3:25
3. "Take Care of Me" (Pop, Matlock) - 3:25
4. "Get Up & Get Out" - 2:43
5. "Play it Safe" (David Bowie, Pop) - 3:05
6. "I'm a Conservative" - 3:55
7. "Dog Food" - 1:47
8. "I Need More" (Pop, Matlock) - 4:02
9. "Knocking 'Em Down (in the City)" - 3:20
10. "Mr Dynamite" (Pop, Matlock) - 4:17
11. "I Snub You" (Pop, Barry Andrews) - 3:07

### Faixas Bônus da versão CD
1. "Low Life (Pop, Kral)" - 2:39
2. "Drop A Hook" - 4:25

## Créditos
- Iggy Pop - vocal em todas as faixas
- Glen Matlock - baixo, backing vocals
- Ivan Kral - guitarra, teclado
- Klaus Kruger- bateria
- Steve New - guitarra
- Barry Andrews - teclado
- Simple Minds - backing vocals em "Play It Safe"
- David Bowie - backing vocals em "Play It Safe"
- Henry McGroggan - backing vocals em "Loco Mosquito"
- Pat Moran - produtor
- Thom Panunzio - mixagem